# Енова реакція
Е́нова реа́кція (рос. еновая реакция, англ. ene reaction) — приєднання олефінів з алільним атомом H (енів) до ненасичених сполук (енофілів) з утворенням енового продукту. Це перициклічна реакція, що супроводжується міграцією алільного H та кратного зв'язку в еновій частині:
Як енофіли використовують ненасичені сполуки, кратний зв'язок яких активований електроноакцепторними замісниками (наприклад, малеїновий ангідрид, естери ацетилендикарбонової та пропіолової кислот) і може бути також гетероатомним (наприклад, діазоестери).
Зворотна реакція називається ретроеновою реакцією.